# Мальчик-с-пальчик (мультфильм, 1977)
«Мальчик с пальчик» — рисованный мультипликационный фильм по мотивам одноимённой русской народной сказки.

## Сюжет
Бездетные старик и старуха мечтают о сыне-помощнике. Неожиданно появляется Егорушка — крошечный мальчик, народившийся, по его словам, из оставленной старухой капустной кочерыжки. Он помогает старику колоть дрова и пахать землю, старухе — вдевать нитку в иголку и собирать яблоки, защищает от волка хозяйскую козу.
Проезжий барин, увидев, как крестьянская лошадь сама, без участия пахаря, ходит под плугом, желает забрать её себе. Но старая кляча (голосом сидящего в её ухе Егорушки) уговаривает барина дать старику взамен себя 100 рублей денег и нового коня, да ещё ставит условие: не станет говорить, пока вновь не станет «гладкая да молодая», а если барин её ударит — век не заговорит. Барин соглашается на такой обмен и уводит кобылу в свою усадьбу.
Старик со старухой горюют о пропаже мальчика, оставшегося в ухе «говорящей» лошади, но к ночи он счастливо возвращается домой.

## Создатели
- Автор сценария: Владимир Данилов
- Режиссёры: Роман Давыдов
- Художник-постановщик: Александр Трусов
- Мультипликаторы: Олег Комаров, Виктор Шевков, Владимир Зарубин, Фёдор Елдинов, Олег Сафронов
- Оператор: Борис Котов
- Композитор: Владимир Кривцов
- Звукорежиссёр: Владимир Кутузов
- Автор текста песни: Александр Тимофеевский
- Монтажёр: Елена Тертычная
- Редактор: Пётр Фролов
- Директор: Любовь Бутырина
- Роли озвучивали:
  - Надежда Румянцева — мальчик Егорушка
  - Нина Зорская — старуха
  - Николай Сергеев — старик
  - Владимир Басов-старший — барин

## Технические данные
- цветной, звуковой